# U-10 (1935)
| U-10                       | U-10                                                           | U-10                                                           |
| -------------------------- | -------------------------------------------------------------- | -------------------------------------------------------------- |
|                            |                                                                |                                                                |
|                            |                                                                |                                                                |
|                            |                                                                |                                                                |
| Під прапором               | Третій Рейх                                                    | Третій Рейх                                                    |
| Порт приписки              | Кіль, Вільгельмсгафен                                          | Кіль, Вільгельмсгафен                                          |
| Спуск на воду              | 13 серпня 1935                                                 | 13 серпня 1935                                                 |
| Виведений зі складу флоту  | 1 серпня 1944                                                  | 1 серпня 1944                                                  |
| Сучасний статус            | розрізаний на метал                                            | розрізаний на метал                                            |
| Проєкт                     |                                                                |                                                                |
| Тип ПЧ                     | Малий ДПЧ                                                      | Малий ДПЧ                                                      |
| Основні характеристики     |                                                                |                                                                |
| Швидкість (надводна)       | 13 вузлів                                                      | 13 вузлів                                                      |
| Швидкість (підводна)       | 7 вузлів                                                       | 7 вузлів                                                       |
| Гранична глибина занурення | 150 м                                                          | 150 м                                                          |
| Екіпаж                     | 25 осіб                                                        | 25 осіб                                                        |
| Розміри                    |                                                                |                                                                |
| Довжина найбільша (по КВЛ) | 42,7 м                                                         | 42,7 м                                                         |
| Ширина корпусу найб.       | 4,08 м                                                         | 4,08 м                                                         |
| Висота                     | 8,6 м                                                          | 8,6 м                                                          |
| Середня осадка (по КВЛ)    | 3,9 м                                                          | 3,9 м                                                          |
| Водотоннажність надводна   | 279 т                                                          | 279 т                                                          |
| Озброєння                  |                                                                |                                                                |
| Артилерія                  | 1 × 2 cm/65 C/30 (1000 снарядів)                               | 1 × 2 cm/65 C/30 (1000 снарядів)                               |
| Торпедно- мінне озброєння  | 3 TA калібру 533 5 торпед або 18 мін (за іншими даними ТМА 12) | 3 TA калібру 533 5 торпед або 18 мін (за іншими даними ТМА 12) |

U-10 — малий німецький підводний човен типу II-B для прибережних вод, часів Другої світової війни. Заводський номер 544.
Введений в стрій 9 вересня 1935 року. Приписаний до навчальної флотилії. З 27 вересня 1935 року по 3 жовтня 1937 року входив до складу 1-ї флотилії. З 3 жовтня 1937 року по 14 квітня 1939 року був приписаний до 3-ї флотилії, після чого знову переданий у навчальну флотилію. З липня 1940 року по липень 1944 року входив до складу 21-ї флотилії. Здійснив 5 бойових походів, потопив 2 судна (6356 БРТ). 1 серпня 1944 року виведений з експлуатації, згодом роззброєний і розрізаний на метал у Данцигу.

## Командири
- Оберлейтенант-цур-зее Гайнц Шерінгер (11 вересня — 21 грудня 1935)
- Корветтен-капітан Вернер Шеер (21 грудня 1935 — 1 травня 1936)
- Капітан-лейтенант Гайнц Бедун (1 травня 1936 — 29 вересня 1937)
- Капітан-лейтенант Ганнес Вайнгертнер (30 вересня 1937 — 3 квітня 1938)
- Капітан-лейтенант Ганс-Рудольф Резінг (жовтень 1937 — серпень 1938)
- Капітан-лейтенант Герберт Золер (4 квітня — 31 липня 1938)
- Оберлейтенант-цур-зее Курт фон Госслер (1 серпня 1938 — 4 січня 1939)
- Капітан-лейтенант Георг-Вільгельм Шульц (5 січня — 15 жовтня 1939)
- Оберлейтенант-цур-зее Гюнтер Лоренц (10 жовтня 1939 — 2 січня 1940)
- Оберлейтенант-цур-зее Йоахім Пройсс (січень — 9 червня 1940)
- Капітан-лейтенант Рольф Мюцельбург (10 червня — 29 листопада 1940)
- Капітан-лейтенант Вольф-Рюдігер фон Рабенау (30 листопада 1940 — 9 червня 1941)
- Оберлейтенант-цур-зее Курт Рувідель (10 червня — 29 листопада 1941)
- Оберлейтенант-цур-зее Ганс Карпф (30 листопада 1941 — 22 червня 1942)
- Оберлейтенант-цур-зее Крістіан-Брандт Кестер (23 червня 1942 — лютий 1943)
- Оберлейтенант-цур-зее Вольфганг Штренгер (лютий 1943 — лютий 1944)
- Оберлейтенант-цур-зее Курт Алерс (лютий — 1 липня 1944)

## Потоплені судна
| Назва    | Тип            | Належність | Дата           | Тоннаж (БРТ) | Вантаж             | Статус    | Місце                                                     |
| Kvernaas | вантажне судно | Норвегія   | 17 лютого 1940 | 1 819        | кокс               | потоплено | 51°50′ пн. ш. 3°19′ сх. д. / 51.833° пн. ш. 3.317° сх. д. |
| Ameland  | вантажне судно | Нідерланди | 18 лютого 1940 | 4 537        | генеральний вантаж | потоплено | 51°54′ пн. ш. 3°01′ сх. д. / 51.900° пн. ш. 3.017° сх. д. |